# Filmografie Charlieho Chaplina
Charles Chaplin v průběhu své kariéry natočil velké množství filmů, z nichž většinu také režíroval, napsal k nim scénář, ztvárnil hlavní roli a zkomponoval k nim hudbu. Následující seznam je jejich souhrnem.

## Filmy proKeystone
| Premiéra          | Název                                                                  | Role                       | Režie                                           |
| ----------------- | ---------------------------------------------------------------------- | -------------------------- | ----------------------------------------------- |
| 2. únor 1914      | Chaplin si vydělává na živobytí (Making a Living)                      | podvodník                  | Henry Lehrman                                   |
| 7. únor 1914      | Chaplin v zábavním parku (Kid Auto Races at Venice)                    | tulák                      | Henry Lehrman                                   |
| 9. únor 1914      | Chaplin v hotelu/Neklidná noc v hotelu (Mabel‘s Strange Predicament)   | tulák                      | Henry Lehrman, Mack Sennett                     |
| 28. únor 1914     | Chaplin a deštník /Chaplin jako neodbytný ctitel (Between Showers)     | nápadník                   | Henry Lehrman                                   |
| 2. březen 1914    | Chaplin mezi filmaři/ Chaplin se zamiluje v biu (A Film Johnnie)       | nováček ve filmovém studiu | Mack Sennett, George Nichols                    |
| 9. březen 1914    | Chaplin má sólo (Tango Tangles)                                        | návštěvník tančírny        | Mack Sennett                                    |
| 16. březen 1914   | Chaplin opilcem (His Favorite Pastime)                                 | opilý světák               | George Nichols                                  |
| 26. březen 1914   | Chaplin obětí nešťastné lásky (Cruel, Cruel Love)                      | lord Helpus                | Mack Sennett                                    |
| 4. duben 1914     | Chaplin miláčkem domácí paní (The Star Boarder)                        | nájemník v penziónu        | Mack Sennett                                    |
| 18. duben 1914    | Chaplin na závodišti/ Mabel u volantu (Mabel at the Wheel)             | motorista                  | Mack Sennett, Mabel Normandová                  |
| 20. duben 1914    | Chaplin kapesním zlodějem/Démon Láska (Twenty Minutes of Love)         | tulák v parku              | Mack Sennett                                    |
| 27. duben 1914    | Chaplin sklepníkem (Caught in the Cabaret)                             | číšník                     | Charles Chaplin, Mabel Normandová               |
| 4. květen 1914    | Chaplin a náměsíčnice (Caught in the Rain)                             | tulák                      | Charles Chaplin                                 |
| 7. květen 1914    | Chaplin manželkou (A Busy Day)                                         | zlá manželka               | Charles Chaplin                                 |
| 1. červen 1914    | Chaplin jako nápadník/Tři nápadníci (The Fatal Mallet)                 | nápadník                   | Charles Chaplin, Mack Sennett, Mabel Normandová |
| 4. červen 1914    | Chaplin banditou/Chaplin ničemou (Her Friend the Bandit)               | falešný hrabě              | Charles Chaplin, Mack Sennett, Mabel Normandová |
| 11. červen 1914   | Chaplin a Fatty v ringu/Zápasníci (The Knockout)                       | soudce v ringu             | Charles Chaplin, Mack Sennett, Charles Avery    |
| 13. červen 1914   | Chaplin prodavačem párků (Mabel’s Busy Day)                            | tulák                      | Charles Chaplin, Mabel Normandová               |
| 20. červen 1914   | Chaplin pod pantoflem (Mabel’s Married Life)                           | novomanžel                 | Charles Chaplin, Mabel Normandová               |
| 9. červenec 1914  | Chaplin spravuje zuby (Laughing Gas)                                   | zubařův pomocník           | Charles Chaplin                                 |
| 1. srpen 1914     | Chaplin kulisákem (The Property Man)                                   | kulisák                    | Charles Chaplin                                 |
| 10. srpen 1914    | Chaplin malířem/Chaplin umělcem (The Face on the Barroom Floor)        | zkrachovalý malíř          | Charles Chaplin                                 |
| 13. srpen 1914    | Chaplin v opojení jara/Chaplinova jediná zotavená (Recreation)         | tulák                      | Charles Chaplin                                 |
| 27. srpen 1914    | Chaplin herečkou/Oh, ty ženy! (The Masquerader)                        | filmový herec              | Charles Chaplin                                 |
| 31. srpen 1914    | Chaplin opatrovníkem nemocných (His New Profession)                    | tulák                      | Charles Chaplin                                 |
| 7. září 1914      | Chaplin novomanželem/Smutný konec dvou veselých kumpánů (The Rounders) | flamendr                   | Charles Chaplin                                 |
| 24. září 1914     | Chaplin posluhou/Chaplin domovníkem (The New Janitor)                  | domovník                   | Charles Chaplin                                 |
| 10. říjen 1914    | Chaplin sokem v lásce/Sokové (Those Love Pangs)                        | rival                      | Charles Chaplin                                 |
| 26. říjen 1914    | Chaplin pekařem (Dough and Dynamite)                                   | pekařův pomocník           | Charles Chaplin                                 |
| 29. říjen 1914    | Chaplin na automobilových závodech (Gentlemen of Nerve)                | Mr. Wow-Woe                | Charles Chaplin                                 |
| 7. listopad 1914  | Chaplin stěhuje piana (His Musical Career)                             | nosič                      | Charles Chaplin                                 |
| 9. listopad 1914  | Chaplin šťastným otcem/Chaplin tatínkem (His Trysting Place)           | Clarence, manžel           | Charles Chaplin                                 |
| 14. listopad 1914 | Chaplin honí dolary/Miliónová nevěsta (Tillie's Punctured Romace)      | Charlie, městský švihák    | Mack Sennett                                    |
| 5. prosinec 1914  | Chaplin flirtuje/Flirtování (Getting Acquainted)                       | Mr. Sniffles               | Charles Chaplin                                 |
| 5. prosinec 1914  | Chaplin v pravěku/Chaplin pračlověk (His Prehistoric Past)             | tulák                      | Charles Chaplin                                 |

## Filmy proEssanay
| Premiéra          | Název                                                | Role                     | Režie           |
| ----------------- | ---------------------------------------------------- | ------------------------ | --------------- |
| 1. únor 1915      | Chaplin filmovým hercem (His New Job)                | pomocník v ateliéru      | Charles Chaplin |
| 15. únor 1915     | Chaplin na námluvách (A Night Out)                   | flamendr                 | Charles Chaplin |
| 11. březen 1915   | Chaplin boxerem (The Champion)                       | vyzyvatel                | Charles Chaplin |
| 18. březen 1915   | Chaplin v parku (In the Park)                        | tulák                    | Charles Chaplin |
| 1. duben 1915     | Chaplin se žení (The Jitney Elopement)               | zamilovaný tulák         | Charles Chaplin |
| 11. duben 1915    | Chaplin tulákem (The Tramp)                          | tulák                    | Charles Chaplin |
| 29. duben 1915    | Chaplin na mořském břehu/Chaplin u moře (By the Sea) | tulák                    | Charles Chaplin |
| 21. červen 1915   | Chaplin lepičem tapet (Work)                         | pomocník lepiče tapet    | Charles Chaplin |
| 12. červenec 1915 | Chaplin dokonalou dámou (A Woman)                    | ctitel/Nora Nettlerash   | Charles Chaplin |
| 9. srpen 1915     | Chaplin bankovním sluhou (The Bank)                  | bankovní sluha           | Charles Chaplin |
| 4. říjen 1915     | Chaplin lodním kuchařem/Chaplin únoscem (Shanghaied) | pomocník lodního kuchaře | Charles Chaplin |
| 20. listopad 1915 | Chaplin v kabaretu (A Night in the Show)             | návštěvník v divadle     | Charles Chaplin |
| 18. prosinec 1915 | Carmen (Carmen)                                      | návštěvník v divadle     | Charles Chaplin |
| 27. březen 1916   | Chaplin zlodějem (Police)                            | propuštěný vězeň         | Charles Chaplin |
| 11. srpen 1918    | Chaplinovy trampoty (Triple Trouble)                 | podomek                  | Charles Chaplin |

## Filmy pro Mutual Film Corporation
| Premiéra          | Název                                                               | Role                                         | Režie           |
| ----------------- | ------------------------------------------------------------------- | -------------------------------------------- | --------------- |
| 15. květen 1916   | Chaplin obchodním příručím (The Floorwalker)                        | obchodní příručí                             | Charles Chaplin |
| 12. červen 1916   | Chaplin hasičem (The Fireman)                                       | hasič                                        | Charles Chaplin |
| 10. červenec 1916 | Chaplin šumařem (The Vagabond)                                      | houslista                                    | Charles Chaplin |
| 7. srpen 1916     | Chaplin se vrací z flámu (One A.M.)                                 | opilec                                       | Charles Chaplin |
| 4. září 1916      | Chaplin falešným hrabětem (The Count)                               | krejčovský tovaryš, vydávající se za hraběte | Charles Chaplin |
| 2. říjen 1916     | Chaplin odhadcem v zastavárně (The Pawnshop)                        | příručí                                      | Charles Chaplin |
| 13. listopad 1916 | Chaplin ve filmovém ateliéru (Behind the Screen)                    | kulisák                                      | Charles Chaplin |
| 4. prosinec 1916  | Chaplin na kolečkových bruslích/Chaplin na kolečkách (The Rink)     | číšník                                       | Charles Chaplin |
| 22. leden 1917    | Chaplin strážcem veřejného pořádku/Chaplin policistou (Easy Street) | tulák                                        | Charles Chaplin |
| 16. duben 1917    | Chaplin v lázních (The Cure)                                        | alkoholik                                    | Charles Chaplin |
| 17. červen 1917   | Chaplin vystěhovalcem (The Immigrant)                               | přistěhovalec                                | Charles Chaplin |
| 22. říjen 1917    | Chaplin uprchlým trestancem/Dobrodruh (The Adventurer)              | uprchlý trestanec                            | Charles Chaplin |

## Filmy pro First National
| Premiéra         | Název                                       | Role                        | Režie           |
| ---------------- | ------------------------------------------- | --------------------------- | --------------- |
| 14. duben 1918   | Psí život (A Dog's Life)                    | tulák                       | Charles Chaplin |
| 20. říjen 1918   | Dobrý voják Chaplin (Shoulder Arms)         | voják                       | Charles Chaplin |
| 15. červen 1919  | Chaplin vesnickým hrdinou (Sunnyside)       | podomek                     | Charles Chaplin |
| 7. prosinec 1919 | V neděli odpoledně (A Day's Pleasure)       | otec rodiny                 | Charles Chaplin |
| 21. leden 1921   | Kid (The Kid)                               | tulák                       | Charles Chaplin |
| 25. září 1921    | Zahaleči/Chaplin na čundru (The Idle Class) | tulák/zapomnětlivý milionář | Charles Chaplin |
| 2. duben 1922    | Vejplata (Pay Day)                          | stavební dělník             | Charles Chaplin |
| 26. únor 1923    | Poutník/Tulák (The Pilgrim)                 | uprchlý trestanec           | Charles Chaplin |

## Filmy pro United Artists
| Premiéra        | Název                                 | Role                          | Režie           |
| --------------- | ------------------------------------- | ----------------------------- | --------------- |
| 26. září 1923   | Pařížská maitressa (A Woman of Paris) | nádražní nosič                | Charles Chaplin |
| 26. červen 1925 | Zlaté opojení (The Gold Rush)         | tulák zlatokop                | Charles Chaplin |
| 7. leden 1928   | Cirkus (The Circus)                   | tulák                         | Charles Chaplin |
| 30. leden 1931  | Světla velkoměsta (City Lights)       | tulák                         | Charles Chaplin |
| 5. únor 1936    | Moderní doba (The Modern Time)        | tovární dělník                | Charles Chaplin |
| 15. říjen 1940  | Diktátor (The Great Dictator)         | Adenoid Hynkel/židovský holič | Charles Chaplin |
| 11. duben 1947  | Monsieur Verdoux (Monsieur Verdoux)   | Henry Verdoux                 | Charles Chaplin |
| 16. říjen 1952  | Světla ramp (Limelight)               | klaun Calvero                 | Charles Chaplin |

## Filmy natočené v Británii
| Premiéra      | Název                                            | Role                         | Režie           |
| ------------- | ------------------------------------------------ | ---------------------------- | --------------- |
| 12. září 1957 | Král v New Yorku (A King in New York)            | král Igor Shahdov z Estrovie | Charles Chaplin |
| 5. leden 1967 | Hraběnka z Hongkongu (A Countess from Hong Kong) | steward                      | Charles Chaplin |

## Ostatní
| Premiéra          | Název                             | Role             | Režie               |
| ----------------- | --------------------------------- | ---------------- | ------------------- |
| 15. prosinec 1918 | Jeho polepšení (His Regeneration) | zákazník (cameo) | Gilbert M. Anderson |
| 7. květen 1915    | Půjčka (The Bond)                 | Charlie          | Charles Chaplin     |
| 7. květen 1915    | Duše na prodej (Souls for Sale)   | sám sebe (cameo) | Rupert Hughes       |